# Argyranthemum pinnatifidum
A Estreleira  (popularmente conhecidas como  Malmequer ou Pampilhos) é uma planta da família Asteraceae, endémica da ilha da Madeira.
Apresenta-se como um arbusto perene lenhoso bastante ramificado, de até 1,5 metros de altura, prostrado ou erecto e folhoso na parte superior. As suas folhas são obovadas ou oblongo-lanceoladas, penatilobadas sendo por vezes penatissectas, apresentando-se com 7 a 22 centímetros de comprimento.
As flores surgem em capítulos marginais com lígula branca com as flores do disco amarelas e dispostos em número de 10 a 30 numa inflorescência corimbosa.
Trata-se de uma subespécie endémica da ilha da Madeira que ocorre nas comunidades de caulirrosulados.
A floração desta planta ocorre entre Março e Julho.
Ao longo dos tempos, esta planta com elevado valor ornamental, foi cultivada em jardins e bermas de estradas com fins ornamentais.